# Conothele maculosa
Espèce
Conothele maculosa est une espèce d'araignées mygalomorphes de la famille des Halonoproctidae.

## Distribution
Cette espèce est endémique du Tibet en Chine,. Elle se rencontre à Shannan et Linzhi.

## Description
Le mâle holotype mesure 10,54 mm et la femelle paratype 16,35 mm.

## Systématique et taxinomie
Cette espèce a été décrite par Yu, Yang et Zhang en 2024.

## Publication originale
- Yu, Yang & Zhang, 2024 : « A new species of the genus Conothele Thorell, 1878 from Xizang, China (Araneae: Mygalomorphae: Halonoproctidae). » Acta Arachnologica Sinica, vol. 33, no 2, p. 94-101.